# Tramwaje w Plauen
Tramwaje w Plauen – system tramwajowy działający w niemieckim mieście Plauen od 1893 r. Składa się z 6 linii kursujących po torowiskach o rozstawie 1000 mm. Operatorem tramwajów jest spółka Plauener Straßenbahn.

## Historia

### Przed II wojną światową
Pierwszą linię tramwajową Oberer Bahnhof – Neustadtplatz otwarto w 1894 r. W kolejnych latach systematycznie rozbudowywano układ torowisk. Od 1 stycznia 1923 r. do 16 kwietnia 1924 r. tramwaje nie kursowały z powodu problemów finansowych przewoźnika. Ostatnią zmianą przed wybuchem II wojny światowej była zmiana oznaczeń linii z kolorów na numery. Po wybuchu wojny, w latach 1944–1945 tramwaje wykorzystywano także do przewozu towarów. Bombardowania Plauen doprowadziły do zawieszenia funkcjonowania systemu na osiem miesięcy.

### Tramwaje w czasach NRD

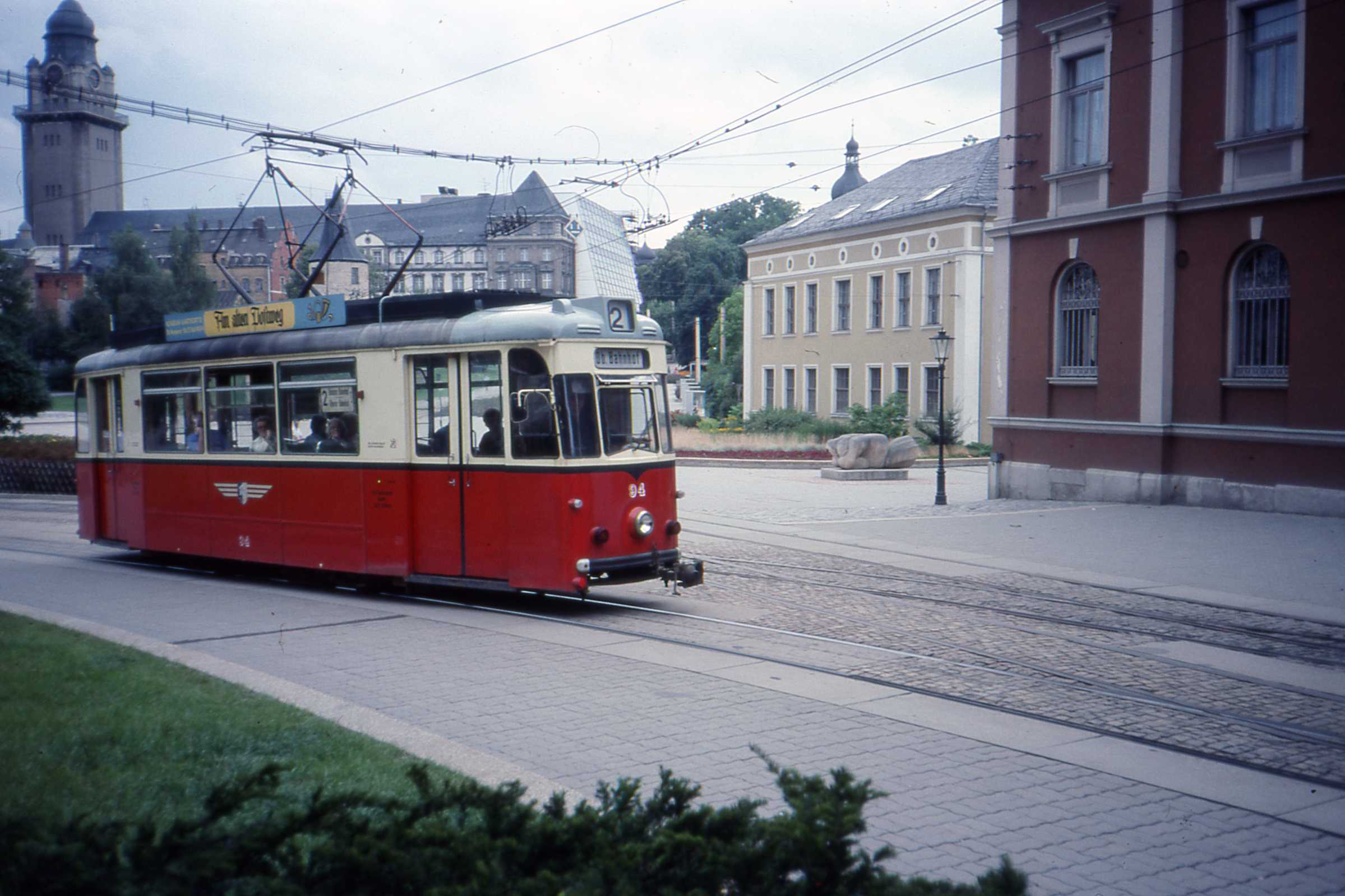
Gotha T59E na linii nr 2, 1989

Zniszczenia wojenne usunięto do 1948 r. W 1951 r. spółkę akcyjną Sächsische Elektrizitäts- und Straßenbahn-AG przekształcono w przedsiębiorstwo państwowe VEB Verkehrsbetrieb der Stadt Plauen. Jeszcze w tym samym roku do miasta dotarły fabrycznie nowe tramwaje LOWA ET50, a sześć lat później Gotha. W 1959 r. powstała pierwsza pętla tramwajowa, zaś rok później do eksploatacji trafił pierwsze wagony doczepne. Oprócz inwestycji w tabor rozbudowywano system o nowe odcinki torowisk. W 1976 r. do Plauen dostarczono czechosłowackie wagony przegubowe typu KT4D.

### Po zjednoczeniu Niemiec
Po ponownym zjednoczeniu Niemiec w 1990 r. utworzono istniejącą do dziś spółkę Plauener Straßenbahn. Rozpoczęto remonty Tatr KT4D. W 2000 r. uruchomiono system informacji pasażerskiej. 5 listopada 2007 r. tramwaje przestały kursować w nocy i zostały zastąpione przez autobusy. W latach 2006–2010 zmodernizowano i rozbudowano zajezdnię Wiesenstraße. W 2013 r. do miasta dotarły pierwsze niskopodłogowe tramwaje Bombardier NGT6.

## Linie
Stan z lipca 2025 r.
| Linia | Trasa                                                                                      |
| ----- | ------------------------------------------------------------------------------------------ |
| 1     | Reusa → Vogtlandklinikum → Neue Elsterbrücke → Tunnel → Am Albertplatz → Preißelpöhl       |
| 2     | Preißelpöhl → Am Albertplatz → Tunnel → Neue Elsterbrücke → Vogtlandklinikum → Waldfrieden |
| 3     | Oberer Bahnhof – Am Albertplatz – Tunnel – Dittrichplatz – Neundorf                        |
| 5     | Waldfrieden → Vogtlandklinikum → Neue Elsterbrücke → Tunnel → Am Albertplatz → Plamag      |
| 6     | Plamag → Am Albertplatz → Tunnel → Neue Elsterbrücke → Vogtlandklinikum → Reusa            |

## Tabor
Stan z czerwca 2025 r.

### Liniowy
| Zdjęcie        | Typ             | Eksploatacja od | Liczba |
| -------------- | --------------- | --------------- | ------ |
|                | Tatra KT4DMC    | 1986            | 14     |
|                | Bombardier NGT6 | 2019            | 9      |
| Łączna liczba: | Łączna liczba:  | Łączna liczba:  | 23     |

### Historyczny
| Zdjęcie        | Typ            | Eksploatacja od | Liczba |
| -------------- | -------------- | --------------- | ------ |
|                | MAN/AEG        | 1905            | 1      |
|                | MAN/SSW        | 1928            | 1      |
|                | Gotha T2-62    | 1966            | 2      |
|                | Gotha B2-62    | 1969            | 1      |
| Łączna liczba: | Łączna liczba: | Łączna liczba:  | 5      |